# Trumpetlilja
Trumpetlilja (Lilium longiflorum) är en art i familjen liljeväxter. Den förekommer i Japan och Taiwan. Arten odlas ibland som trädgårdsväxt i Sverige, men är dåligt härdig.

## Varieteter
På ön Taiwan förekommer var. scabrum, som har mer linjära blad än den japanska var. longiflorum, med lansettlika blad.

## Sorter
En mängd selektioner har fårr sortnamn. 'Eximium' som har smalare trumpet och mer utbredda hyllebladsspetsar kallas bermudalilja på svenska.
Andra sorter är: 'Albivetta',
'Albivetta', 'Albomarginatum', 'Avita', 'Blancivetta', 'Calgary', 'Caserta', 'Catharina', 'Coral Reef', 'Creole White Lady', 'Croft', 'Curli', 'Downingii', 'Dutch Glory', 'Easter Parade', 'Eidelweiss', 'Ellender', 'Erabu No Hikari', 'Erabu', 'Estate', 'Evert van Benthem', 'Fairy Isle', 'Flevo', 'Floridii ('syn. Creole'), 'Foliis Albo Marginatis', 'Foliis Variegatis', 'G.F.Berthoud', 'Gelria', 'Georgia Belle', 'Georgia', 'Gibson', 'Harbor', 'Harrisii', 'Harson', 'Hayai', 'Helen Pike', 'Hinomoto', 'Holland', s Glory', 'Hollisii' (syn. 'Howard'), 'Howardii', 'Jamesii', 'Jean Paul', 'José Marti', 'Kenyon Davidson', 'King', 'Kotuka', 'Kurojuka', 'L'Innocence', 'Le Blanc', 'Lily Pons', 'Longivetta', 'Lorina', 'Madame von Siebold', 'Mexicana', 'Mount Everest', 'Multiflorum', 'Nellie White', 'Okino-kaori', 'Okino-komachi', 'Oregon Glory', 'Osnat', 'Pacifica', 'Peerless', 'Reina Dione', 'Royal American', 'Sacré Coeur', 'Saga', 'Shangri-La', 'Shovav', 'Slocum', s Ace', 'Snow Maid', 'Snow White', 'Snowdrift', 'St. David', s Star', 'Takachiho', 'Tetrabel', 'Togo', 'Toguro', 'Tule', 'Unzen', 'Vittatum', 'White American', 'White Europe', 'White Forest', 'White Fox', 'White Heaven', 'White Horn', 'White Ideal', 'White Pygmy', 'White Queen', 'White Saphire', 'White Satin', 'White Sheen', 'Wonderbell Improved', 'Wonderbell'.

## Hybrider
Trumpetliljan har korsats med basumlilja (L. formosanum) och hybriden har fått nanet Lilium ×formolongi. Hybriden med elenbenslilja (L. nepalense) heter Lilium ×formolense.

## Synonymer
var. longiflorum
- Lilium abchasicum Baker

- Lilium eximium Courtois ex Spae, nom. illeg.

- Lilium harrisii Carrière

- Lilium jama-juri Siebold & de Vriese

- Lilium japonicum var. insulare (Mallett) Makino & Nemoto

- Lilium liukiu Siebold

- Lilium longiflorum f. vittatum E.H.Wilson

- Lilium longiflorum var. albomarginatum T.Moore

- Lilium longiflorum var. eximium Baker

- Lilium longiflorum var. giganteum auct.

- Lilium longiflorum var. harrisii (Carrière) H.P.

- Lilium longiflorum var. insulare Mallett

- Lilium longiflorum var. nobile E.H.Wilson

- Lilium longiflorum var. suaveolens auct.

- Lilium longiflorum var. takeshima Duch.

- Lilium longiflorum var. vittatum (E.H.Wilson) Woodcock & Stearn

- Lilium longiflorum var. wilsonii T.Moore

- Lilium madeirense T.E.Bowdich

- Lilium speciosissimum Baxter in J.C.Loudon

- Lilium takesima Baker

var. scabrum Masam.